# The Fountainhead (pel·lícula)
The Fountainhead és una pel·lícula estatunidenca en blanc i negre dirigida per King Vidor, produïda per la companyia cinematogràfica Warner Bros., basada en la novel·la The Fountainhead de l'autora Ayn Rand, qui va escriure el propi guió del film. La pel·lícula va ser protagonitzada per Gary Cooper, Patricia Neal, Raymond Massey i Kent Smith, i va ser estrenada el 21 de juny de 1949.
La història parla del jove arquitecte Howard Roark a qui centenars de companyies rebutgen les seves idees arquitectòniques per ser massa "modernes" i no seguir l'estil clàssic arquitectònic. La idea principal del film pretén reivindicar la individualitat de la persona envers el col·lectivisme social que controla la indústria. Així com presenta un debat filosòfic sobre els valors de l'esperit humà i la lluita interna sobre seguir els propis principis o rendir-se a la crua societat.
Ayn Rand volia que els dissenys arquitectònics que apareixen a la pel·lícula fossin fets per Frank Lloyd Wright, l'arquitecte real que inspira parcialment a l'arquitecte de ficció, Howard Roark. Lloyd Wright demanava tants diners pels seus dissenys que els estudis van vetar aquesta possibilitat.

## Trama
Howard Roark (Gary Cooper) és un jove arquitecte incomprès en el seu temps. Tots els seus projectes arquitectònics són rebutjats per presentar idees massa modernes i revolucionàries en contrapunt amb l'estructura arquitectònica imposada socialment. Tot i viure en bancarrota Roark deixa molt clar que prefereix seguir el seu propi criteri artístic que deixar-se vendre per les grans companyies que representen el col·lectivisme opresor que resulta la societat. Per poder seguir vivint va a treballar en unes mines de pedra on coneixerà a la sensual i solitària Dominique Francon (Patricia Neal), redactora del diari The Banner i gran entenedora en arquitectura qui, ràpidament, s'enamorarà d'ell sense ni tan sols saber qui és.
D'altra banda, una companyia accepta un dels dissenys de Roark qui, molt content, marxa de les mines per construir el seu edifici. Tot i així, Ellsworth Toohey (Robert Douglas), crític d'arquitectura del diari The Banner, s'oposa a l'individualisme de Roark i proposa conduir una croada contra el jove arquitecte. Gail Wynand (Raymond Massey), propietari del diari, accepta la proposta d'anar contra Roark sense prestar-li massa atenció a l'assumpte, ja que en aquell moment pretenia demanar matrimoni a la senyoreta Francon, qui acceptarà la proposta per tal de trencar el seu compromís amb Peter Keating (Kent Smith), un jove arquitecte de certa fama pels seus avorrits i convencionals dissenys. L'acció empresa té una forta repercussió en la carrera de Roark aconseguint que tota l'opinió pública es giri en contra seva. Dominique, sense saber que l'arquitecte és en realitat l'home de qui es va enamorar a les mines, defensarà l'obra de Roark i intentarà, fracassant en l'intent, evitar que la campanya contra Roark es porti a terme. Quan els dos són presentats en la festa d'inauguració del nou edifici de Roark, Dominique demana que es casi amb ella amb la condició que es retiri de la seva carrera arquitectònica per protegir-se dels atacts públics que estan per venir-li. Roark s'hi nega deixant de banda l'amor de la dona que estima per defensar el seu individualisme com a arquitecte.

## Personatges
- Howard Roark (Gary Cooper): és el protagonista de la història. Representa un jove i ambiciós arquitecte qui defensa les seves modernes idees enfront del col·lectivisme arquitectònic imposat. Representa la idea del superhome de Nietzsche, persona que viu al marge de la societat i al que no li importa la fama ni els diners sinó la satisfacció del propi treball ben fet. Durant tot el film lluitarà contra les normes imposades en la indústria arquitectònica fins al final de tot quan serà considerat un geni i acabarà construint l'edifici més alt de Nova York.
- Dominique Francon (Patricia Neal): representa el paper de femme fatale. És una dona d'alta societat experta en arquitectura qui no s'ha enamorat mai i no troba un sentit a la vida. Abans de conèixer a Roark es presenta com una dona freda gens passional.
- Gail Wynand (Raymond Massey): és el director del diari The Banner. És un home ric que ofereix en el seu diari el que la gent vol sentir, sense arriscar-se a discrepar amb l'opinió pública. Es casarà amb Dominique Francon i entablirà una gran amistat amb Roark tot i haver acceptat la proposta d'enfonsar la carrera del jove director.
- Elisworth Toohey (Robert Douglas), crític d'arquitectura del diari The Banner. És qui proposa la campanya contra Roark en un intent d'arruïnar la carrera del jove arquitecte que representa totes les idees que ell hagués volgut realitzar però que, per por de la societat, mai va aconseguir.
- Peter Keating (Kent Smith), representa l'acceptació del col·lectivisme. En el film es reconegut com un arquitecte d'èxit pel fet que els seus dissenys segueixen els cànons clàssics imposats.

## Producció
Warner Bros va comprar els drets cinematogràfics de The Fountainhead d'Ayn Rand a la fi de 1943, demanant a Rand que escrivís el guió. Rand va acceptar, amb la condició que no es modifiqués una sola paraula del seu diàleg. The Fountainhead va entrar en producció, amb Mervyn LeRoy contractat per dirigir, però la producció es va retardar i per diverses raons va decidir abandonar el projecte.
Tres anys més tard, la producció es va reprendre sota la direcció del King Vidor. Nogensmenys van haver-hi disputes entre Rand, Vidor i Warner durant tota la producció. Vidor va voler que Humphrey Bogart fes el paper de Howard Roark, mentre que Rand volia que Gary Cooper fes el paper. Lauren Bacall va ser escollida per a representar Dominique Francon, però Bacall va ser finalment substituïda per Patricia Neal. Cooper i Neal van començar una aventura durant el rodatge del film.
La pel·lícula finalment va reacudar $ 2.1 milions, $ 400,000 menys que el seu pressupost de producció.